# Mount Challenger
Mount Challenger är ett berg i territoriet Falklandsöarna (Storbritannien). Det ligger i den östra delen av landet. Toppen på Mount Challenger är 355 meter över havet. Berget ingår i Wickham Heights.
Terrängen runt Mount Challenger är kuperad. Den högsta punkten i närheten är 461 meter över havet, 2,6 km nordväst om Mount Challenger. Trakten runt Mount Challenger består i huvudsak av gräsmarker och buskskogar.